# Rayons anticrépusculaires

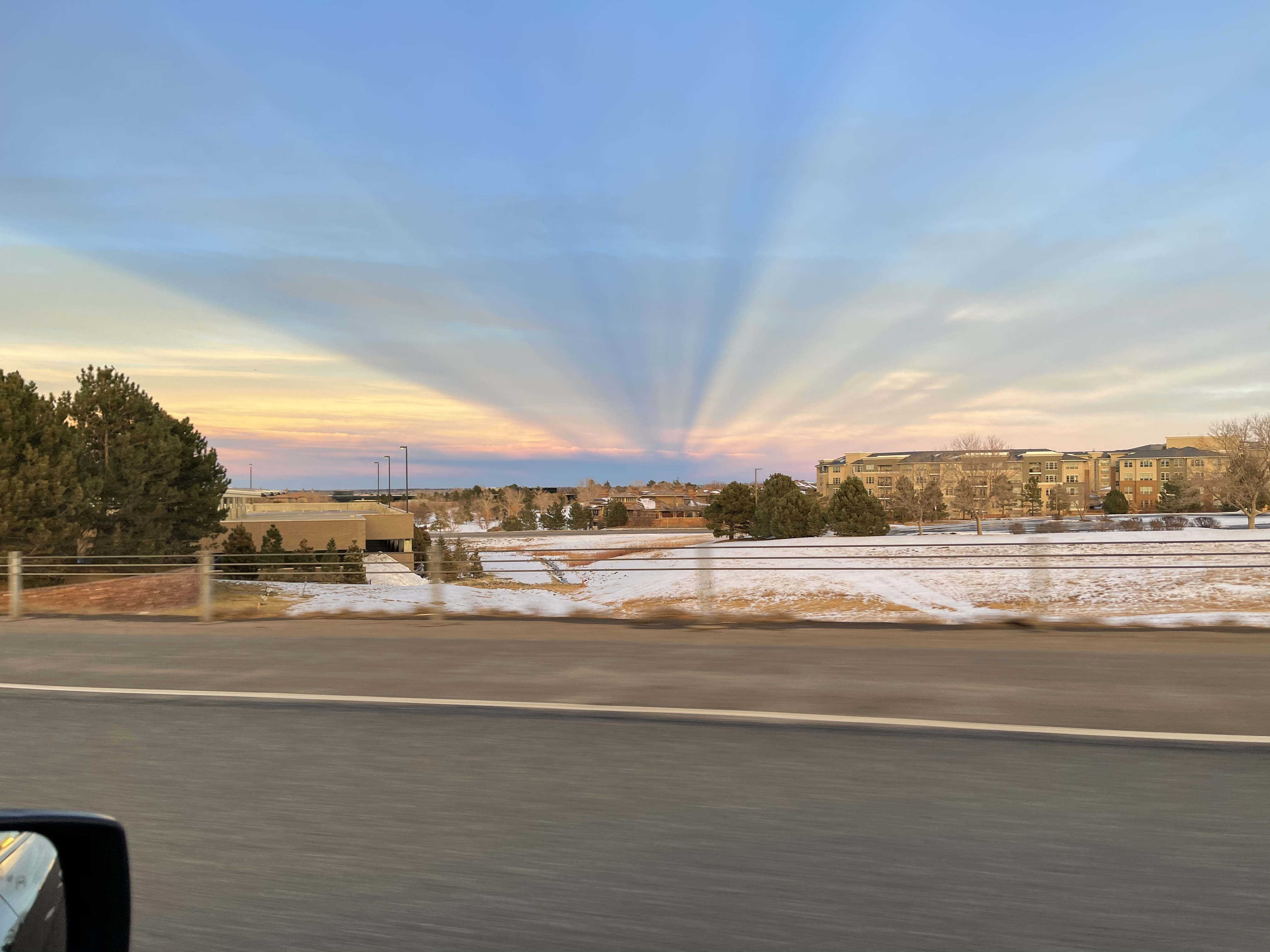
Rayons anticrépusculaires au Colorado.

Les rayons anticrépusculaires sont des rayons de la lumière solaire qui semblent provenir d'un unique point à l'horizon, situé en face du Soleil dans le ciel. Ils apparaissent le plus souvent au lever ou coucher du Soleil.
Ils apparaissent sous forme de raies lumineuses divergentes entrecoupées de zones ombragées. En réalité, les rayons sont parallèles. La présence de particules en suspension dans l'air permet leur visibilité.
Ce phénomène est assez proche de celui des rayons crépusculaires. Il s'agit des ombres portées de nuages d'altitudes lointains par rapport à l'observateur.